# コール郡区 (ペンシルベニア州ノーサンバーランド郡)

州内のノーサンバーランド郡の位置。

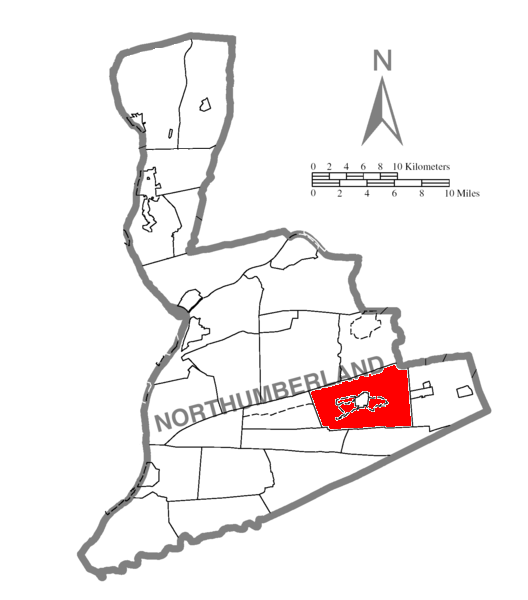
郡内のコール郡区の位置。

コール郡区（Coal Township）は、アメリカのペンシルベニア州ノーサンバーランド郡にある郡区である。2000年現在の人口は10,628人。

## 地理
アメリカ国勢調査局によると、コール郡区の総面積は46.7km2。そのうち68.6km2が陸地で、0.1km2は水に覆われている。

## 人口
2000年の国勢調査によると、コール郡区の人口は10,628人であり、3,732世帯、2,369家族が居住している。人口密度は 1平方キロメートルあたり154.9人である。4,233軒の家があり、1平方キロメートルあたり61.7軒の家が建っている。町の人種構成は、89.44%が白人、9.02%が黒人ないしアフリカ系アメリカ人、0.07%がアメリカ先住民、0.26%がアジア人、0.00%が太平洋諸島系、0.61%がその他の人種であり、0.59%は混血である。人口の2.10%はラテン系である。
全世帯の23.5%には18歳未満の子供が同居しており、48.4%は夫婦で一緒に生活している。10.5%は夫のいない女性が世帯主であり、36.5%は独身である。全世帯の33.1%は一人暮らしであり、19.3%が65歳以上である。平均世帯人数は2.26人、平均家族人数は2.84人である。
コール郡区の人口は、17.5%が18歳未満、18歳以上24歳以下が8.6%、25歳以上44歳以下が31.0%、45歳以上64歳以下が21.8%、65歳以上が21.1%である。年齢の中央値は40歳である。女性100人に対して男性は127.9人であり、18歳以上の100人の女性に対して男性は128.1人である。
町の1世帯あたりの平均収入は26,547ドルであり、1家族あたりの平均収入は34,339ドルである。男性の平均収入が25,638ドルに対し、女性の平均収入は19,387ドルである。1人あたりの収入は15,329ドルである。人口の11.9%（全家族の9.1%）が極貧層である。18歳以下の住民の11.2%、65歳以上の住民の11.6%は貧しい生活を送っている。